# Ènnia
Ènnia (llatí: Ennia) fou la dona de Macró i amant de Calígula. Macró va assassinar Tiberi per tal d'accelerar la successió de Calígula, el qual, així i tot, no va tardar a desempallegar-se de Macró i la seva dona, els quals va fer matar perquè no li agradava veure aquells a qui devia un favor, segons que explica també Tàcit.